# Till Roenneberg
Till Roenneberg (født 4. maj 1953) er en tysk videnskabsmand og professor i chronobiologi, som, anno 2014, er ansat ved Instituttet for Medicinsk Psykologi på Ludwig-Maximilians University (LMU) i München, Tyskland.
Roenneberg, har sammen med en medarbejder, Martha Merrow, udforsket påvirkningen af den menneskelige døgnrytme i forbindelse med chronotyper og socialt jetlag, dette i forhold til det menneskelige helbred.